# Коронавирусна болест 2019
Коронавирусната болест 2019 (на английски: COVID-19, съкратено от coronavirus disease 2019) е инфекциозна болест, която се причинява от тежкия остър респираторен синдром коронавирус 2 SARS-CoV-2. На 11 март 2020 г. Световната здравна организация обявява коронавирусна пандемия.
Вирусът се разпространява предимно между хората по време на близък контакт, често чрез малки капчици произведени от кашляне, кихане или говорене. Макар че капчици се „изстрелват“ във въздуха и при дишане, те обикновено попадат на земята или върху повърхности, вместо да бъдат заразни на дълги разстояния. Хората също могат да се заразят при пипане на заразени повърхности и след това своите лица. Вирусът може да оцелее върху повърхности до 72 часа. Той е най-заразен по време на първите три дни след появата на симптоми, макар че разпространението може да бъде възможно преди да се появят симптоми и след късните фази на болестта.
Доказано е, че COVID-19, е зооноза. Инфекции на животни със SARS-CoV-2 са докладвани, от няколко държави. Американските норки (Neovison vison), горилите (Gorilla  gorilla) и макаците (Macaca fascicularis и Macaca mulatta) могат да предават инфекцията на хора.

## Клинична картина
За инфекцията, предизвиквана от вируса SARS-CoV-2, инкубационният период продължава от 1 до 14 дни, може да протича безсимптомно, в лека форма и в тежка форма, с риск момента на заразяване. Има единични съобщения за случаи с по-дълъг инкубационен период, но те може да са резултат от възможно повторно въздействие на вируса, в останалите изследвания инкубационния период не надвишава 10 дни. Пациентите с леки симптоми обикновено оздравяват в продължение на седмица. Средната продължителност на симптомите не превишава 20 дни.
В общия случай според степента на тежест заболяването може да бъде:
- с леко и средно протичане, включително и лека пневмония;
- тежко, със задух и хипоксия;
- критично, с дихателна недостатъчност, шок или нарушение на работата на органите.

| Състояние                          | Ден           |
| ---------------------------------- | ------------- |
| Хоспитализация                     | 7 (4 – 8)     |
| Задух                              | 8 (5 – 13)    |
| Остър респираторен дистрес синдром | 9 (8 – 14)    |
| Механична вентилация на дробовете  | 10,5 (7 – 14) |
| Прехвърляне в реанимация           | 10,5          |

По данни от едно изследване при всички пациенти, постъпващи в болница, се открива пневмония с инфилтрати на рентгеновата снимка. Особеност на болестта, откриваема чрез компютърна томография, е двустранните изменения от тип симптом «матирано стъкло», засягащи основно долните части на белите дробове и по-рядко средния отдел на десния бял дроб. В друго изследване отклоненията от нормата на снимките се открива при 75% от болните. При това пневмония може да се открива и при асимптоматичните случаи на инфекцията. При една трета от пациентите се развива остър респираторен дистрес синдром. При острия респираторен дистрес синдром могат да се откриват също и тахикардия или цианоза, сопровождащи хипоксията.
Също така на фона на инфекцията са възможни дихателна недостатъчност, сепсис и септичен инфекциозно-токсичен шок.
При бременните някои симптоми на заболяването могат да бъдат сходни със симптомите на адаптация на организма към бременността или със странични явления, възникващи заради бременността. Такива симптоми може да са треска, задух и умора.
Заболяването засяга децата от всички възрасти, но по сравнение с възрастните протича по-леко, но със сходни прояви включително и пневмония. Усложнения сред децата също се срещат по-рядко и в по-лека форма. Според анализа на 2143 случая на заболяване сред деца, тежки и критични случаи се наблюдават само в 5,9% от случаите, а по-уязвими за инфекцията са малките деца. Също така при децата по-често може да се среща едновременно заразяване с други вируси. Има съобщения за клъстери от деца с многосистемен възпалителен синдром, предположително, свързан с COVID-19.

### Усложнения
При повечето случаи COVID-19 протича в лека или средна форма, но в някои случаи предизвиква силни възпалителни процеси, наричани цитокинова буря, които могат да доведат до фатален край. При това профилите на цитокиновата буря могат да се различават при различните пациенти. Обикновено COVID-19 се съпровожда от повишено ниво на интерлейкина-6 (IL-6), корелиращ с дихателна недостатъчност, остър респираторен дистрес синдром и усложнения. Повишените нива на противовъзпалителни цитокини могат да показват развитие на вторичен хемофагоцитарен лимфохистиоцитоз (Hemophagocytic lymphohistiocytosis).
Възпалителните процеси могат да засегнат и сърдечно-съдовата система, водейки до аритмии и миокард. Острата сърдечна недостатъчност се среща основно при тежко или критично болните пациенти. Инфекцията може да оказва дългосрочно въздействие на състоянието на сърдечно-съдовата система. При пациенти със сърдечно-съдови заболявания е необходим по-строг контрол на тяхното състояние.
Възможни усложнения при COVID-19:
- остър респираторен дистрес синдром, от 15% до 33%;
- остра дихателна недостатъчност, 8%;
- остра сърдечна недостатъчност, от 7% до 20%;
- вторична инфекция, от 6% до 10%;
- остра бъбречна недостатъчност, от 14% до 53%;
- септичен шок, от 4% до 8%;
- кардиомиопатия, у 33% критичните;
- дисеминирано вътрешносъдово съсирване, при 71% загиналите.

### Хипервъзпалителен синдром, свързан с COVID-19 (цитокинова буря)
При COVID-19 са наблюдавани повишени нива на някои цитокини. Широкото признание на термина „цитокинова буря“ и неговата водеща роля в патогенеза на COVID-19 е мотивирало използване на имуномодулиращи методи на лечение, такива като кортикостероиди във високи дозировки и инхибитори на IL-6, както в условията на клинични изпитания, така и непосредствено за лечение на тежките форми на COVID-19. Прилагането на тези средства главно е било следствие на синонимната употреба на термина „синдром на отделяне на цитокини“ по отношение на термина „цитокинова буря“. По тази причина в тежките случаи на COVID-19 са се прилагали средства против синдрома на отделяне на цитокини, но в случаите на COVID-19 нивото на IL-6, ключовият медиатор за синдрома на отделяне на цитокини, е на порядък по-нисък. А използване на блокатор на IL-6 може намали за една седмица отговора на организма във вид на повишаване на нивото на C-реактивния белтък и повишаване на температурата, което повишава риска от инфекции и едновременно може да маскира традиционните клинични признаци. Като цяло използването на цитокинови блокатори извън изпитанията засега е неоправдано.
Като обяснение на цитокиновата буря е предложена версията за отложен имунен отговор от интерфероните от I тип. Коронавирусите разполагат с механизми на потискане на отговора от интерфероните от I тип, което се асоциира с тежката степен на заболяването. Тази способност им позволява да заобиколят вродения имунитет в течение на първите 10 дни от заболяването. В резултат натрупаното вирусно натоварване води до хипервъзпаление и цитокинова буря.

## Диагностика
Световната здравна организация е предоставила препоръки за диагностициране на заболяването при хора с подозрение на инфекция SARS-CoV-2.

### Лабораторна диагностика

#### Полимеразна верижна реакция
Диагностицирането на вируса е възможно с помощта на полимеразна верижна реакция с обратна транскрипция в реално време (PCR). В случай на подозрение за инфекция и отрицателен резултат от теста може да бъде извършено повторно взимане на образци за анализ от различни участъци на дихателните пътища. В едно изследване сред 5700 пациента в 3,2% от случаите има положителен резултат от второто тестиване при отрицателен от първото тестване.

#### Антигенни тестове
Антигенните тестове за диагностика на инфекциозни причинители (вируси, бактерии, паразити) са използвани успешно от много години в медицинската практика. Антиген е всяка субстанция, която нашата имунна система разпознава и отговаря. Най-общо вирусите и бактериите са чужди на организма антигени. Когато организмът срещне антиген, образува антитела (имуноглобулини от различни класове).
Обикновено тестовете използват моноклонални антитела за откриване на нуклеокапсидния (N) белтък на вируса. Резултатът се отчита като се използва имунофлуоресценция.

#### Серологични тестове
В отличие от PCR, тестовете на антитела не определят наличие на активен вирус в организма, но определят наличието на имунитет к него, т.е. наличие на IgM и IgG антитела в кръвта. Ако се откриват едновременно антитела IgG и IgM, то това означава, че инфекцията е била в продължение на няколкото предишини седмици, ако се откриват само IgG, то инфекцията е била по-рано. При това тестовете не показват дали човек е оздравял. Така тези тестове могат да се използват за определяне на хората, които са били инфицирани.

### Рентгенологично обследване
При подозрения за пневмония рентгеновата снимка може да покаже инфилтрати в двата бели дроба, по-рядко – само в единия. Ако има признаци за пневмония, но рентгеновата снимка не показва нищо, по-точна картина може да се получи чрез компютърна томография.
При децата картината е подобна със случаите при възрастните, но вирусната пневмония обикновено протича в по-лека форма, затова отклоненията от нормата може да не се забележат на ренгеновите снимки, а диагнозата може да се окаже невярна.

### Диагностични показатели и биомаркери
Понеже COVID-19 се проявява в широк спектър от клинични форми с различна степен на тежест, една от задачите на диагностиката е също своевременото определяне на пациентите, при които заболяването с по-голяма вероятност може да прогресира в тежка форма. За тази цел е необходимо определяне на съответните биомаркери. Силен предвестник на смъртността при хоспитализация е ниво на сатурация (SaO2) по-ниско от 90%, своевременото определяне за наличие на хипоксия може да помогне в снижаването на смъртността. В зависимост от тежестта на заболяването се провежда съответният рутинен анализ на кръвта за своевременно реагиране на изменения в състоянието на пациента. Наблюдава се връзка между увеличеното протромбиново време и повишеното ниво на С-реактивния белтък при хоспитализация и тежкото протичане на COVID-19 с прехвърляне в отделение за интензивна терапия.

### Диференциална диагноза
Симтпоматично COVID-19 е невъзможно да бъде отличен от другите остри респираторни инфекции, в частност от простудата и други остри респираторни вирусни инфекции. Пневмонията при COVID-19 също не може клинично да се разграничи от пневмониите, предизвикани от други патогени. Ключов фактор на диагностиката се явява историята на контактите на болния. В случаите на групови заболявания от пневмония, особено при военнослужащите, могат да бъдат заподозрени аденовирусната или микоплазмената инфекции.

## Профилактика

### Индивидуална профилактика
Световната здравна организация (СЗО) дава следните общи препоръки за снижаване на риска от заразяване SARS-CoV-2:
- регулярно да се мият ръцете със сапун или спиртосъдържащи средства;
- при кашляне или кихане да се прикриват носа и устата със сгъвката на лакътя или едноразова салфетка с последващо задължително измиване на ръцете;
- спазване на дистанция от 1 метър спрямо другите хора в обществените места, особено, ако при тях се наблюдават респираторни симптоми или повишена температура;
- по възможност да не се пипа с ръце носа, устата и очите;
- при наличие на треска, кашлица или затруднено дишане да се обърнем към лекар за помощ.

Макар и при благоприятни условия вирус да може с дни да остава жизнеспособен на различни повърхности, той се унищожава за по-малко от минута с обикновени дезинфециращи средства като белина и кислородна вода.
Пиенето на алкохол не способства за унищожаването на вируса, не осигурява дезинфекция на устната кухина и носоглътката, обаче действа разрушително върху имунната система, отслабва я и снижава защитните способности на организма против инфекциозните заболявания. Също така редовното употребяване на алкохол се явява рисков фактор за развиването на остър респираторен дистрес синдром.

#### Препоръки за здравите
Метаанализът и систематичния преглед на носенето на маски по време на пандемията показа, че те са много ефективни в предотвратяване на разпространението на инфекцията SARS-CoV-2 при широко приложение сред населението. Маските могат да предотвратят вдишването на големи или малки капки с вируса. Изследванията също така показват, че маските са способни да филтрират субмикронните частици прах. Препоръките на СЗО като цяло се свеждат до носене на маски от здрави хора в региони с масово разпространение на инфекцията или при невъзможност за спазване на дистанция, например в обществени места като магазини, работни места, при масови мероприятия, в училище.
Според СЗО не е необходимо задължително носене на гумени ръкавици, а достатъчно ефективно е редовното миене на ръце. Човек може да пренесе заразата към носа или очите чрез докосване с ръка, както без ръкавици, така и с тях. Ръкавици се препоръчват при обслужването на болни или при извършване на почистване и дезинфекция. Продължителното използване на ръкавици може да доведе до поява на дерматит. По руски данни ръкавиците могат да снижат вероятноста от заразяване до 1,3 пъти.
Заразяване може да се избегне като се спазва дистанция, избягва се контакта с болни хора, а също така въздържане от ръкостискания с други хора.

## Коронавирусна болест 2019 при животните
Настоящата коронавирусна пандемия се поддържа чрез предаване на вируса от човек на човек. Инфекции на животни със SARS-CoV-2 са докладвани от няколко държави. Доказано е, че няколко животински вида са податливи на инфекция с SARS-CoV-2 по естествен път или чрез експериментална инфекция.
Американските норки (Neovison vison), горилите (Gorilla gorilla) и макаците (Macaca fascicularis и Macaca mulatta) могат да предават инфекцията на хора.